# Sébastien Reichenbach
Sébastien Reichenbach (* 28. Mai 1989 in Martigny) ist ein ehemaliger Schweizer Radrennfahrer.

## Werdegang
Reichenbach begann seine internationale Karriere 2010 beim Schweizer Continental Team Atlas Personal. Von 2013 bis 2015 fuhr er für IAM Cycling, die zunächst mit einer Lizenz als Professional Continental Team und ab 2015 als UCI WorldTeam fuhr. Für diese Mannschaft gewann er 2013 vor seinem Teamkollegen Johann Tschopp, mit dem er sich wenige Kilometer vor dem Ziel aus einer Spitzengruppe abgesetzt hatte, die Trofeo Matteotti. Im Folgejahr beendete er mit der Tour de France 2014 als 85. seine erste grosse Landesrundfahrt.
Zur Saison 2016 wechselte Reichenbach zur französischen Mannschaft FDJ. Er belegte bei der Tour de France 2016 den 14. und beim Giro d’Italia 2017 den 15. Rang in der Gesamtwertung.
Während der Tour de Romandie 2017 berichtete Reichenbach darüber, dass sein dunkelhäutiger Teamkollege Kévin Réza durch den italienischen Fahrer Gianni Moscon rassistisch beleidigt wurde. Im Oktober 2017 brach sich Reichenbach bei den Tre Valli Varesine den Ellenbogen. Moscon wurde beschuldigt, Reichenbach durch eine gefährliche Fahrweise zu Fall gebracht zu haben.
Im Jahr 2019 wurde Reichenbach Schweizer Meister im Straßenrennen.
Nach sieben Jahren bei FDJ bzw. Groupama schloss sich Reichenbach 2023 dem Tudor Pro Cycling Team an. Nach der Saison 2024 beendete er seine Karriere im Alter von 35 Jahren.

## Erfolge
2013
- Trofeo Matteotti

2019
- Schweizer Meister – Strassenrennen

## Grand-Tour-Platzierungen
| Grand Tour            | 2014 | 2015 | 2016 | 2017 | 2018 | 2019 | 2020 | 2021 | 2022 |
| --------------------- | ---- | ---- | ---- | ---- | ---- | ---- | ---- | ---- | ---- |
| Giro d’ItaliaGiro     | –    | DNF  | –    | 15   | 22   | –    | –    | DNF  | –    |
| Tour de FranceTour    | 85   | –    | 14   | –    | –    | 17   | 24   | –    | –    |
| Vuelta a EspañaVuelta | –    | –    | –    | –    | –    | –    | –    | –    | 24   |